# Café Stad en Lande

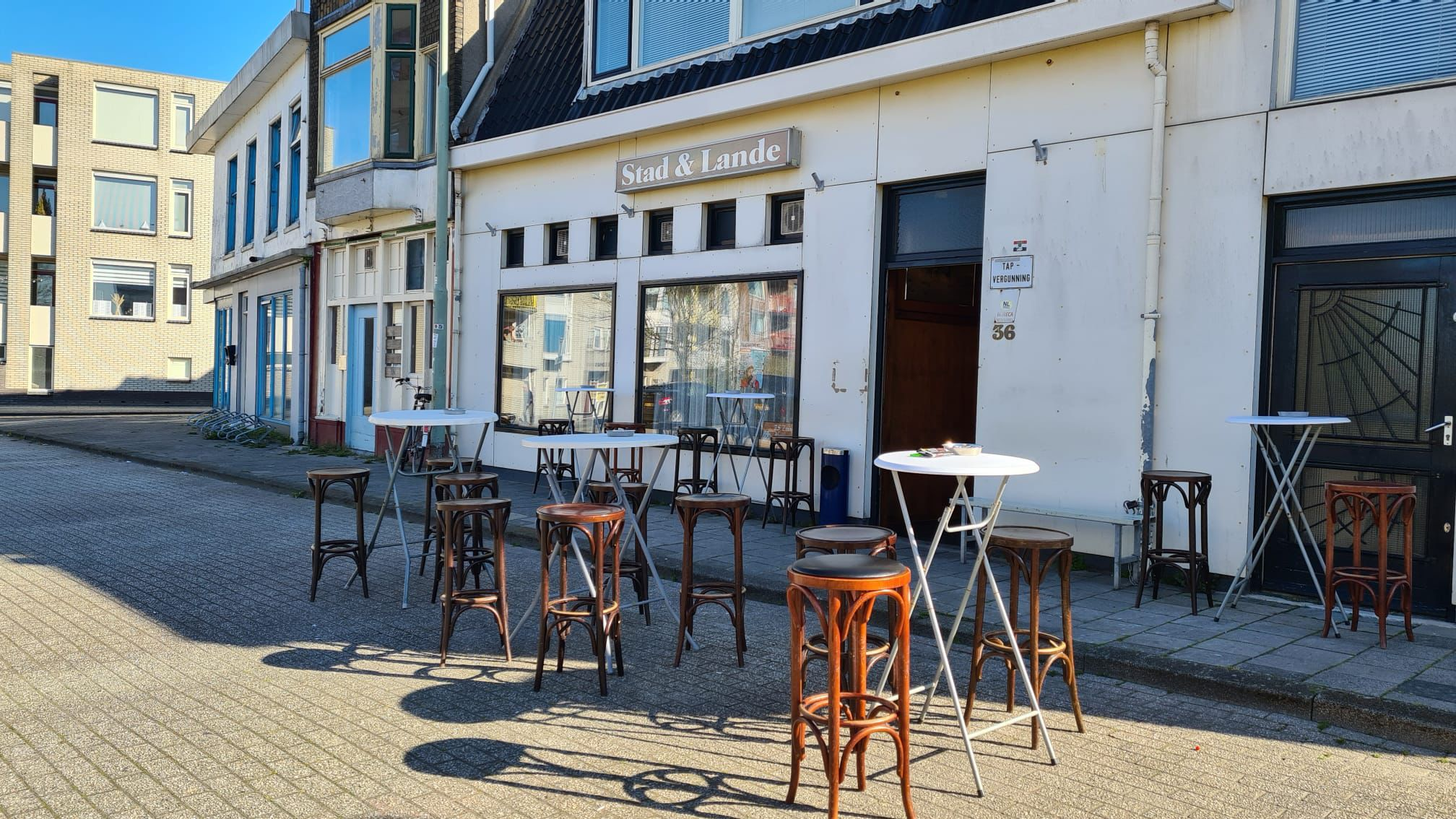
Exterieur vanaf Dijkzijde bezien (2025)

Café Stad en Lande is een horecagelegenheid in het centrum van Delfzijl, gelegen aan de oude schans, één van de oudste plekken van Delfzijl. Het café is gesitueerd aan de monding van het Damsterdiep, juist op de grens tussen Delfzijl en Farmsum. Op deze plaats is Delfzijl rond 1300 ontstaan. In de latere middeleeuwen was dit in de directe nabijheid van de locatie van de Farmsummerpoort van de Vesting Delfzijl. Ook de Kleine Waterpoort bevindt zich in de directe nabijheid. In het begin van de twintigste eeuw was dit de plek waar de Fivelingosluis zich bevond. Anno 2025 ligt hier het gemaal De Drie Delfzijlen en aan de Haven van Delfzijl. De naam van het café ontleed zich aan de historische bestuursvorm Stad en Lande van de stad Groningen en de Ommelanden die aan het eind van de 16 eeuw ontstond.

## Jenevergankje
Het café is het oudste nog bestaande café in Delfzijl. Naast het café loopt het zogenaamde Jenevergankje (Nederlands: Jenevergang) waar de havenarbeiders vroeger via een luikje een borrel konden kopen. In 2020 en in 2022 vond er op deze plaats een ongeluk plaats met een onkruidbrander waardoor er een kleine brand ontstond.

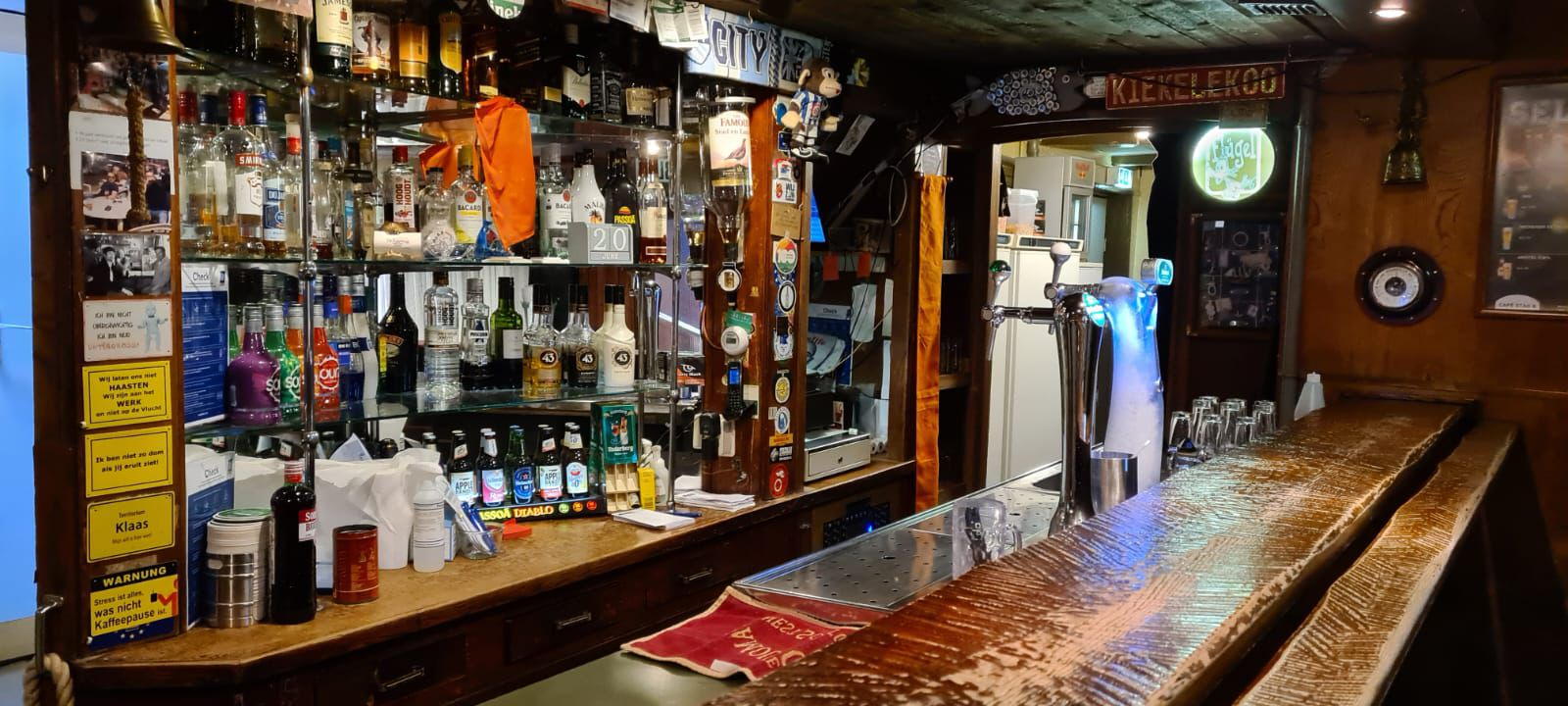
Interieur van het café

In het boek 'Kom vul de glazen' wordt het Café genoemd en dan ook het 'Jenevergankje'. Vermeldt wordt dat rond 1900 was Delfzijl een belangrijke overslaghaven en was het gebruikelijk dat de lonen van de arbeiders uitbetaald werden in het Café. Delfzijl kende in die tijd meer dan 100 kroegen. Stad en lande, dat aan het steegje lag (bedoeld wordt: Jenevergankje), dat vroeger tussen twee vestingpoorten van Delfzijl liep - de Kleine Waterpoort en de Farmsummerpoort was de logische route voor de havenarbeiders naar de haven. Het kwam voor dat de kastelein 's ochtends vroeg al borrels klaarzette achter het luikje, zodat de arbeiders op weg naar het zware werk in de haven alvast een versterking konden nemen. In die tijd luidde de bijnaam van Delfzijl ook wel 'Dronken Delfzieltje'.
Ook in het boek Volledige vergunning, wat een ode is aan bruine kroegen, van Midas Dekkers wordt Stad en Lande vermeldt. Dekkers vermeld hier o.a. dat : 'Stad en Lande een kroeg is waar zeelui niet meer wachten op een schip dat nooit komen zal., maar die illusie, tot opluchting van hunzelf, al lang hebben laten varen'.
Het café kent een rijke geschiedenis en fungeerde vroeger als herberg onder de naam Het Wapen van Stad en Lande. Later ontwikkelde het zich tot het café dat het vandaag de dag is. Café Stad en Lande organiseert regelmatig evenementen om een bijdrage te leveren aan zowel de lokale als bredere gemeenschap.
Een opmerkelijke actie vond plaats in januari 2018, toen het café zijn jubileum vierde door een bijzonder evenement: het ombouwen van het rookhok tot De Glazen Kroeg. Tijdens dit vijfdaagse evenement werd een deelnemer, opgesloten zonder eten of drinken, vergelijkbaar met het concept van 3FM Serious Request. Het doel van deze actie was om geld in te zamelen voor drie goede doelen: Sailing Kids, Stichting Dierenlot, en de lokale organisatie Stichting Kindervakantiespelen Lutje Grut. Gedurende het evenement werden er live-uitzendingen verzorgd, optredens georganiseerd met bekende en minder bekende artiesten, en spullen geveild om de inzamelingsactie te ondersteunen.

## Galerij

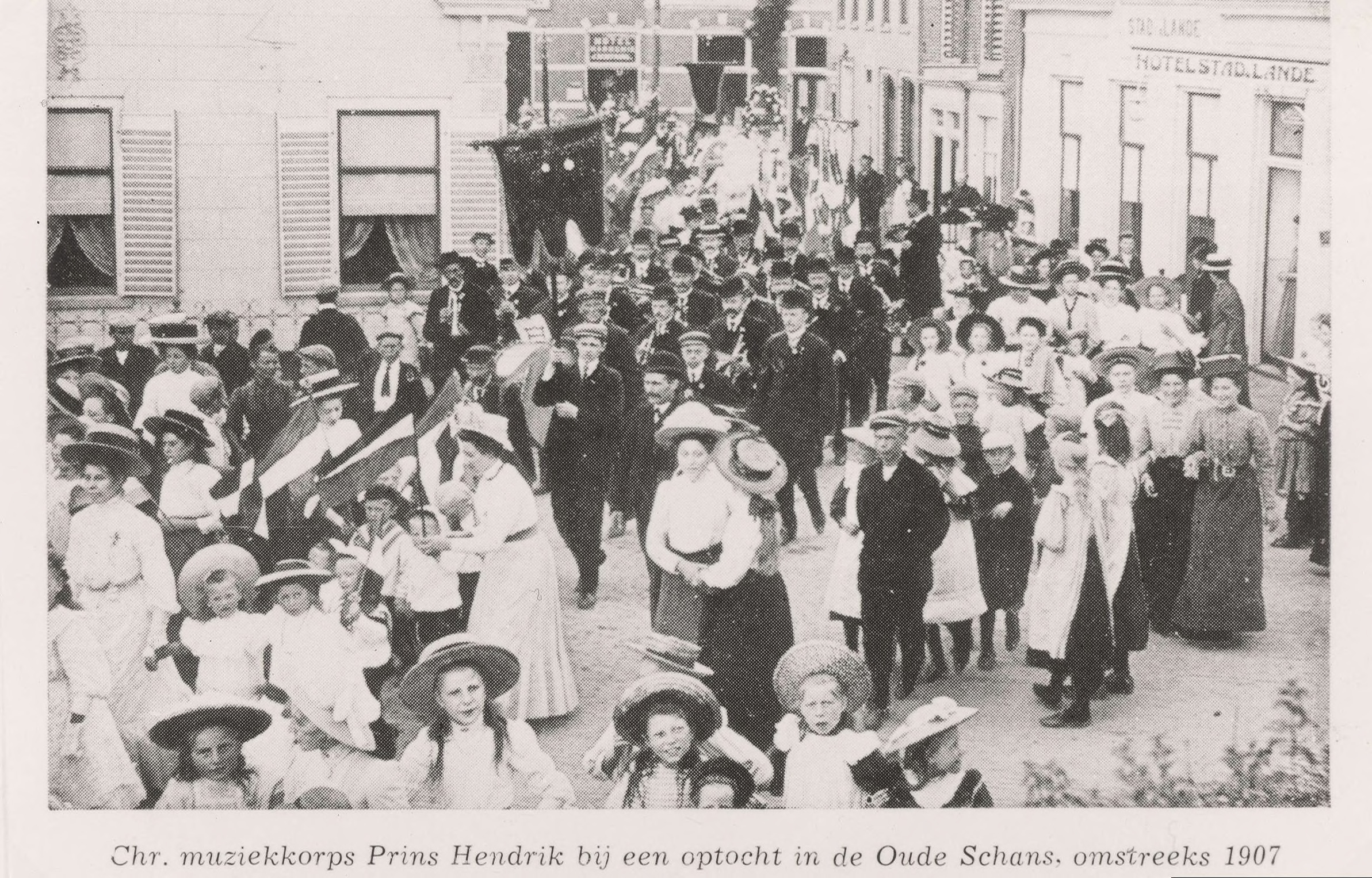
Muziekkorps Prins Hendrik marcheert op de oude schans van Delfzijl in 1907, café op de achtergrond
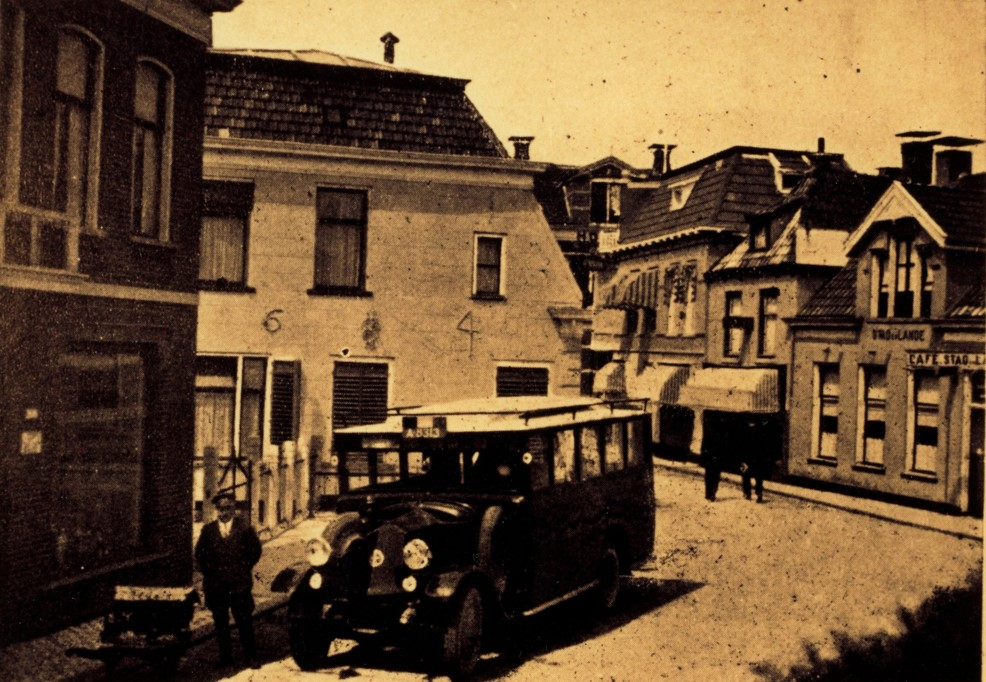
Oude Schans met D.A.M. autobus met het café rechts, omstreeks 1920
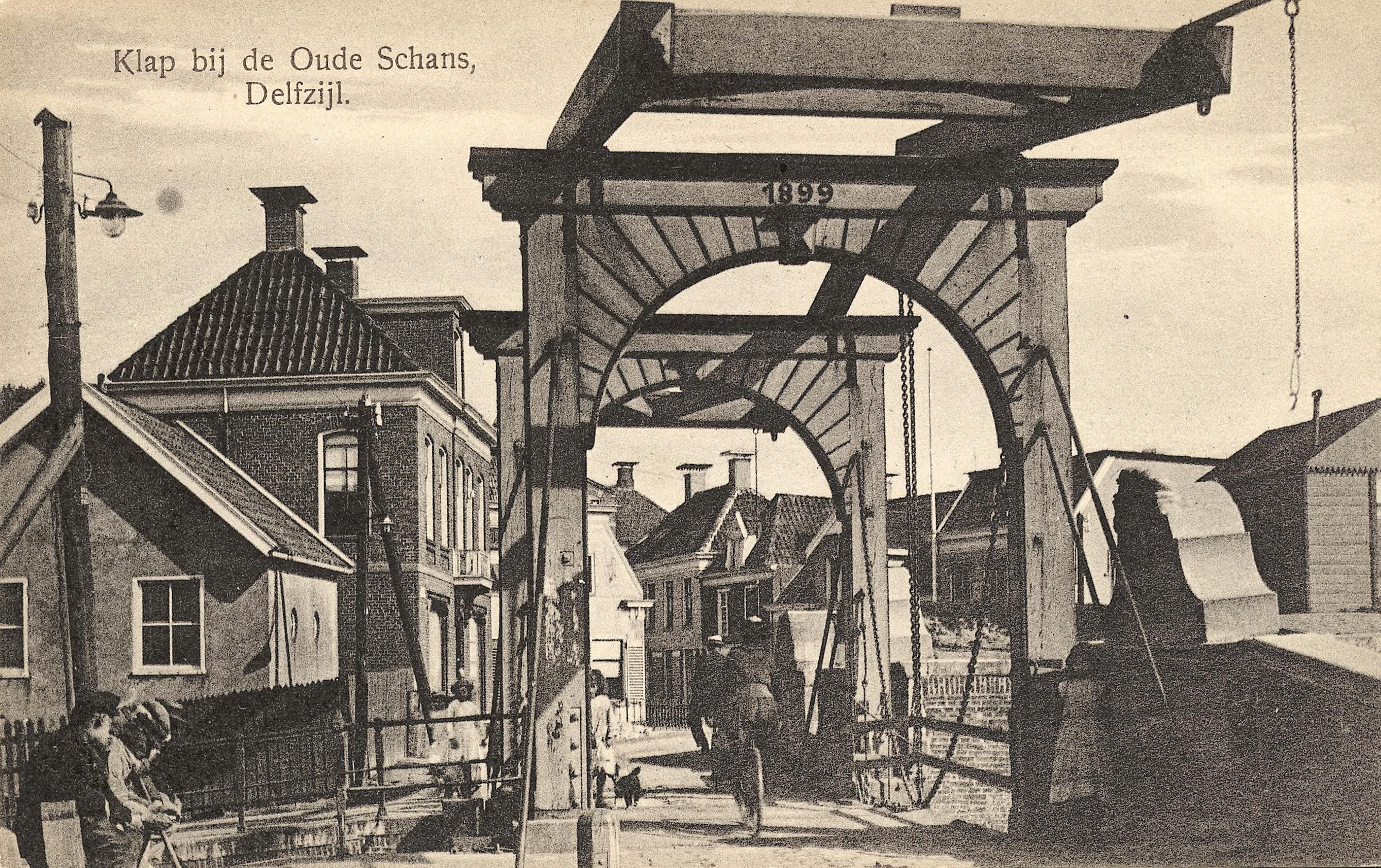
De brug over de Fivelingo-sluis met in de achtergond het café, circa 1910
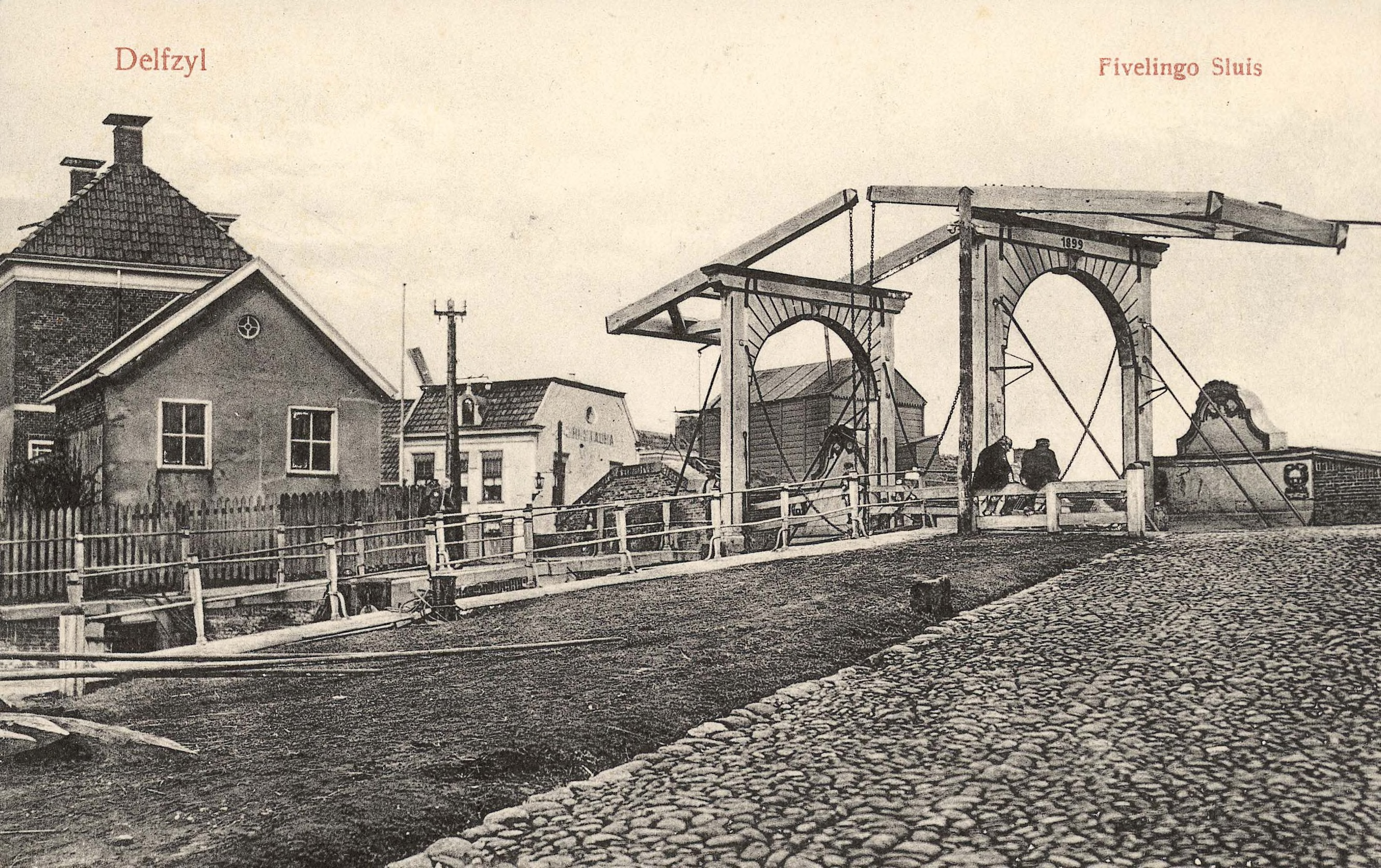
Fivelingo-sluis in Delfzijl omstreeks 1919, in de achtergond het café